# Wenezuela na Zimowych Igrzyskach Olimpijskich 1998
Wenezuelę na Zimowych Igrzyskach Olimpijskich 1998 reprezentowała jedna zawodniczka – saneczkarka Iginia Boccalandro.
Był to pierwszy występ tego południowoamerykańskiego kraju na zimowych igrzyskach olimpijskich.

## Wyniki
W konkurencji jedynek Iginia Boccalandro zajęła przedostatnie, 28. miejsce. Wygrała Niemka Silke Kraushaar.
| L.p. | zespół             | I przejazd (miejsce) | II przejazd (miejsce) | III przejazd (miejsce) | IV przejazd (miejsce) | czas     | strata  |
| ---- | ------------------ | -------------------- | --------------------- | ---------------------- | --------------------- | -------- | ------- |
| 1.   | Silke Kraushaar    | 0:51,197 (1)         | 0:51,178 (2)          | 0:50,787 (1)           | 0:50,617 (2)          | 3:23,779 | —       |
| 28.  | Iginia Boccalandro | 0:54,232 (28)        | 0:53,962 (28)         | 0:54,133 (28)          | 0:56,990 (29)         | 3:39,317 | +15,538 |